# Enfoirés en cœur
Albums de Les Enfoirés
Le Zénith des Enfoirés
(1997) Dernière Édition avant l'an 2000
(1999)
Enfoirés en cœur est le septième album tiré de la soirée des Enfoirés, sorti en 1998.

## Liste des pistes et interprètes
Les titres avec un astérisque ne sont pas repris sur l'album.
| n°   | Titre                                         | Interprète(s) | Paroles                               | Musique                                 | Interprète(s) original(aux)                                                                                     |
| ---- | --------------------------------------------- | --- | ------------------------------------- | --------------------------------------- | --- |
| 1    | Bienvenue chez moi                            | Les Enfoirés | Erick Benzi                           | Erick Benzi                             | Florent Pagny                                                                                                   |
| 2    | Femme libérée                                 | Julien Clerc, Mireille Mathieu et Alain Souchon | Joëlle Kopf                           | Christian Dingler                       | Cookie Dingler                                                                                                  |
| 3    | Medley "Disco"                                | Medley "Disco" | Medley "Disco"                        | Medley "Disco"                          | Medley "Disco"                                                                                                  |
| 3-1  | Nuit de folie                                 | Zazie | Guy Matteoni - William Picard         | Claude Mainguy - Sauveur Pichot         | Début de soirée                                                                                                 |
| 3-2  | In the Navy                                   | Patrick Bruel, Yannick Noah et Thierry Lhermitte | Henri Belolo                          | Jacques Morali - Victor Willis          | Village People                                                                                                  |
| 3-3  | I Will Survive                                | Carole Fredericks et Axelle Red | Dino Fekaris                          | Freddie Perren                          | Gloria Gaynor                                                                                                   |
| 3-4  | Daddy cool                                    | Gérard Jugnot, Marc Lavoine et Patrick Timsit | Frank Farian                          | George Reyam                            | Boney M. |
| 3-5  | Stayin' Alive                                 | Patrick Dupond et Native | Barry Gibb                            | Barry Gibb                              | Bee Gees |
| 3-6  | Born to be alive                              | Patrick Bruel, Patrick Dupond, Carole Fredericks, Gérard Jugnot, Marc Lavoine, Thierry Lhermitte, Native, Yannick Noah, Axelle Red, Smaïn, Patrick Timsit et Zazie | Patrick Hernandez                     | Patrick Hernandez                       | Patrick Hernandez                                                                                               |
| 4    | Excuse-moi partenaire                         | Johnny Hallyday et Éric Cantona | Johnny Watson (Adapt. Ralph Bernet)   | Johnny Watson                           | Johnny Hallyday                                                                                                 |
| 5    | Medley "Dites-lui que je l'aime"*             | Medley "Dites-lui que je l'aime"* | Medley "Dites-lui que je l'aime"*     | Medley "Dites-lui que je l'aime"*       | Medley "Dites-lui que je l'aime"*                                                                               |
| 5-1  | Un jour mon prince viendra                    | Lara Fabian | Larry Morey (Adapt. Francis Salabert) | Frank Churchill                         | Élyane Célis |
| 5-2  | J'ai encore rêvé d'elle                       | Lara Fabian et Laurent Voulzy | Serge Koolenn                         | Richard Dewitte                         | Il était une fois                                                                                               |
| 5-3  | Elle a les yeux revolver                      | Lara Fabian, Laurent Voulzy et Axelle Red | Marc Lavoine                          | Fabrice Aboulker                        | Marc Lavoine |
| 5-4  | Les Bonbons                                   | Renaud | Jacques Brel                          | Jacques Brel                            | Jacques Brel |
| 5-5  | La Déclaration d'amour                        | Mimie Mathy | Michel Berger                         | Michel Berger                           | France Gall |
| 6    | Medley "Cette année-là"                       | Medley "Cette année-là" | Medley "Cette année-là"               | Medley "Cette année-là"                 | Medley "Cette année-là"                                                                                         |
| 6-1  | Cette année-là (1962)                         | Patrick Juvet et Pierre Palmade | Eddy Marnay                           | Bob Gaudio                              | Claude François                                                                                                 |
| 6-2  | Joe le taxi                                   | Marc Lavoine | Étienne Roda-Gil                      | Franck Langolff                         | Vanessa Paradis                                                                                                 |
| 6-3  | La Groupie du pianiste                        | Pascal Obispo | Michel Berger                         | Michel Berger                           | Michel Berger                                                                                                   |
| 6-4  | Bonnie and Clyde                              | Josiane Balasko et Patrick Timsit | Serge Gainsbourg                      | Serge Gainsbourg                        | Serge Gainsbourg et Brigitte Bardot                                                                             |
| 6-5  | Alexandrie Alexandra                          | Yannick Noah | Étienne Roda-Gil                      | Jean-Pierre Bourtayre - Claude François | Claude François                                                                                                 |
| 6-6  | I love America                                | Laurent Voulzy | Patrick Juvet                         | Patrick Juvet                           | Patrick Juvet                                                                                                   |
| 7    | Une fille aux yeux clairs                     | Jean-Jacques Goldman et Michel Sardou | Claude Lemesle - Michel Sardou        | Jacques Revaux                          | Michel Sardou                                                                                                   |
| 8    | Medley "Vive la France"*                      | Medley "Vive la France"* | Medley "Vive la France"*              | Medley "Vive la France"*                | Medley "Vive la France"*                                                                                        |
| 8-1  | Les gens du Nord                              | Julien Clerc | Jacques Demarny - Enrico Macias       | Jean Claudric - Enrico Macias           | Enrico Macias                                                                                                   |
| 8-2  | Méditerranéenne                               | Philippe Lavil | Didier Barbelivien - Hervé Vilard     | Toto Cutugno - Cristiano Minellono      | Hervé Vilard |
| 8-3  | Le Loir-et-Cher                               | Francis Cabrel | Michel Delpech                        | Roland Vincent                          | Michel Delpech                                                                                                  |
| 8-4  | La dame de Haute-Savoie                       | Patricia Kaas | Francis Cabrel                        | Francis Cabrel                          | Francis Cabrel                                                                                                  |
| 8-5  | J'aime Paris au mois de mai                   | Richard Anconina | Charles Aznavour                      | Charles Aznavour - Pierre Roche         | Charles Aznavour                                                                                                |
| 8-6  | C'est ça la France                            | Axelle Red | Marc Lavoine                          | Fabrice Aboulker                        | Marc Lavoine |
| 9    | Medley "Flash dance"*                         | Medley "Flash dance"* | Medley "Flash dance"*                 | Medley "Flash dance"*                   | Medley "Flash dance"*                                                                                           |
| 9-1  | Je danse le mia                               | Éric Cantona et Native | IAM                                   | IAM                                     | IAM |
| 9-2  | Le plus beau de tous les tangos               | Dany Brillant et Mimie Mathy | Henri Alibert - Raymond Vincy         | René Sarvil - Vincent Scotto            | Henri Alibert                                                                                                   |
| 9-3  | Samba mambo                                   | Michèle Laroque et Yannick Noah | Michel Berger                         | Michel Berger                           | France Gall |
| 9-4  | Le jerk                                       | Josiane Balasko et Jean-Jacques Goldman | Thierry Hazard                        | Thierry Hazard                          | Thierry Hazard                                                                                                  |
| 9-5  | Le dernier slow                               | Elsa et Marc Lavoine | Pierre Delanoë - Claude Lemesle       | Luciano Angeleri                        | Joe Dassin |
| 10   | Mistral gagnant                               | Maxime Le Forestier et Vanessa Paradis | Renaud Séchan                         | Franck Langolff - Renaud Séchan         | Renaud |
| 11   | Medley "Love story"*                          | Medley "Love story"* | Medley "Love story"*                  | Medley "Love story"*                    | Medley "Love story"*                                                                                            |
| 11-1 | Tout, tout pour ma chérie                     | Francis Cabrel | Michel Polnareff                      | Michel Polnareff                        | Michel Polnareff                                                                                                |
| 11-2 | J'ai rencontré l'homme de ma vie              | Zazie | Luc Plamondon                         | François Cousineau                      | Diane Dufresne                                                                                                  |
| 11-3 | Il était une fois nous deux                   | Dany Brillant | Pierre Delanoë - Claude Lemesle       | Toto Cutugno                            | Joe Dassin |
| 11-4 | Quand je vois tes yeux                        | Gérard Jugnot | Dany Brillant                         | Dany Brillant                           | Dany Brillant                                                                                                   |
| 11-5 | Tu veux ou tu veux pas                        | Josiane Balasko | Pierre Cour                           | Carlos Impérial                         | Marcel Zanini                                                                                                   |
| 12   | Requiem pour un fou                           | Lara Fabian et Johnny Hallyday | Gilles Thibaut                        | Gérard Layani                           | Johnny Hallyday                                                                                                 |
| 13   | Un homme heureux                              | Patrick Bruel et Renaud | William Sheller                       | William Sheller                         | William Sheller                                                                                                 |
| 14   | Medley "Les perdants magnifiques"*            | Medley "Les perdants magnifiques"* | Medley "Les perdants magnifiques"*    | Medley "Les perdants magnifiques"*      | Medley "Les perdants magnifiques"*                                                                              |
| 14-1 | Je m' voyais déjà                             | Smaïn | Charles Aznavour                      | Charles Aznavour                        | Charles Aznavour                                                                                                |
| 14-2 | We are the champions                          | Jean-Marie Bigard, Carole Fredericks, Gérard Jugnot, Catherine Lara, Yves Lecoq, Thierry Lhermitte, Pierre Palmade et Élie Semoun                                  | Freddie Mercury                       | Freddie Mercury                         | Queen |
| 14-3 | Quand j'serai K.O.                            | Vanessa Paradis | Alain Souchon                         | Laurent Voulzy                          | Alain Souchon                                                                                                   |
| 14-4 | Henri, Porte des lilas                        | Patrick Bruel | Philippe Timsit                       | Jean-Louis d'Onorio                     | Philippe Timsit                                                                                                 |
| 14-5 | Quand j'étais chanteur                        | Alain Souchon | Jean-Michel Rivat                     | Roland Vincent                          | Michel Delpech                                                                                                  |
| 15   | L'Aigle noir                                  | Patricia Kaas et Pascal Obispo | Barbara                               | Barbara                                 | Barbara |
| 16   | Medley "Mes chers amis"*                      | Medley "Mes chers amis"* | Medley "Mes chers amis"*              | Medley "Mes chers amis"*                | Medley "Mes chers amis"*                                                                                        |
| 16-1 | Chère amie (toutes mes excuses)               | Renaud | Marc Lavoine                          | Fabrice Aboulker                        | Marc Lavoine |
| 16-2 | Chez Laurette                                 | Dany Brillant | Michel Delpech                        | Roland Vincent                          | Michel Delpech                                                                                                  |
| 16-3 | Pas d'ami (comme toi)                         | Marc Lavoine | Philippe Djian                        | Stephan Eicher                          | Stephan Eicher                                                                                                  |
| 16-4 | Place des grands hommes                       | Julien Clerc | Bruno Garcin                          | Patrick Bruel                           | Patrick Bruel                                                                                                   |
| 16-5 | L'équipe à Jojo                               | Patrick Bruel | Claude Lemesle                        | Claude Lemesle                          | Joe Dassin |
| 16-6 | Vous les copains, je ne vous oublierai jamais | Yves Simon | Claude Carrère - Hubert Ithier        | Jeff Barry - Ellie Greenwich            | Sheila |
| 17   | La Boîte de jazz                              | Muriel Robin | Michel Jonasz                         | Michel Jonasz                           | Michel Jonasz                                                                                                   |
| 18   | Il suffira d'un signe                         | Francis Cabrel, Karen Mulder et Pascal Obispo | Jean-Jacques Goldman                  | Jean-Jacques Goldman                    | Jean-Jacques Goldman                                                                                            |
| 19   | Medley "Nous nous sommes tant aimés"*         | Medley "Nous nous sommes tant aimés"* | Medley "Nous nous sommes tant aimés"* | Medley "Nous nous sommes tant aimés"*   | Medley "Nous nous sommes tant aimés"*                                                                           |
| 19-1 | Cécile, ma fille                              | Maxime Le Forestier | Claude Nougaro                        | Claude Nougaro                          | Claude Nougaro                                                                                                  |
| 19-2 | On va s'aimer                                 | Lara Fabian | Didier Barbelivien                    | Gilbert Montagné                        | Gilbert Montagné                                                                                                |
| 19-3 | J'aime regarder les filles                    | Éric Cantona et Pascal Obispo | Patrick Coutin                        | Patrick Coutin                          | Patrick Coutin                                                                                                  |
| 19-4 | Un homme une femme                            | Mireille Mathieu | Gérard Manset                         | Gérard Manset                           | Gérard Manset                                                                                                   |
| 19-5 | Comme d'habitude                              | Yves Lecoq | Gilles Thibaut                        | Claude François - Jacques Revaux        | Claude François                                                                                                 |
| 20   | Qu'est-ce que t'es belle                      | Michèle Laroque, Alain Souchon et Zazie | Marc Lavoine - Patrice Mithois        | Fabrice Aboulker                        | Marc Lavoine et Catherine Ringer                                                                                |
| 21   | Vous permettez, Monsieur                      | Salvatore Adamo, Jean-Marie Bigard, Gérard Jugnot, Yves Lecoq, Thierry Lhermitte, Élie Sémoun et Smaïn                                                             | Salvatore Adamo                       | Salvatore Adamo                         | Salvatore Adamo                                                                                                 |
| 22   | Plus près des étoiles                         | Julien Clerc, Elsa, Jean-Jacques Goldman | Jean Garcia                           | Jean Garcia                             | Gold |
| 23   | Osez Joséphine                                | Stephan Eicher et Marc Lavoine | Alain Bashung                         | Jean Fauque                             | Alain Bashung                                                                                                   |
| 24   | Né ici                                        | Doc Gynéco, Yannick Noah, Laurent Voulzy | Doc Gynéco                            | Doc Gynéco                              | Doc Gynéco |
| 25   | Medley "Autant en emporte le vent"*           | Medley "Autant en emporte le vent"* | Medley "Autant en emporte le vent"*   | Medley "Autant en emporte le vent"*     | Medley "Autant en emporte le vent"*                                                                             |
| 25-1 | Voilà, c'est fini                             | Patrick Bruel | Jean-Louis Aubert                     | Jean-Louis Aubert                       | Jean-Louis Aubert                                                                                               |
| 25-2 | Pour que tu m'aimes encore                    | Patrick Bruel et Karen Mulder | Jean-Jacques Goldman                  | Jean-Jacques Goldman                    | Céline Dion |
| 25-3 | Salut les amoureux                            | Karen Mulder et Alain Souchon | Claude Lemesle                        | Richelle Dassin                         | Joe Dassin |
| 25-4 | Les Histoires d'A.                            | Muriel Robin | Catherine Ringer                      | Frédéric Chichin                        | Les Rita Mitsouko                                                                                               |
| 26   | Celui qui chante                              | Les Enfoirés | Michel Berger                         | Michel Berger                           | Michel Berger                                                                                                   |
| 27   | La Chanson des Restos                         | Les Enfoirés | Jean-Jacques Goldman                  | Jean-Jacques Goldman                    | Nathalie Baye, Coluche, Catherine Deneuve, Michel Drucker, Jean-Jacques Goldman, Yves Montand et Michel Platini |

## Artistes présents
Cette année, il y avait 46 artistes présents :
- Salvatore Adamo (Première participation)
- Richard Anconina (Première participation)
- Josiane Balasko
- Jean-Marie Bigard (Première participation)
- Dany Brillant (Première participation)
- Patrick Bruel
- Francis Cabrel
- Éric Cantona (Première participation)
- Julien Clerc
- Doc Gynéco (Première participation)
- Patrick Dupond (Première participation)
- Stéphan Eicher (Première participation)
- Elsa
- Lara Fabian (Première participation)
- Carole Fredericks
- Jean-Jacques Goldman
- Johnny Hallyday
- Gérard Jugnot (Première participation)
- Patrick Juvet (Première participation)
- Patricia Kaas
- Catherine Lara
- Michèle Laroque
- Philippe Lavil
- Marc Lavoine
- Yves Lecoq
- Maxime Le Forestier
- Thierry Lhermitte
- Mireille Mathieu (Première participation)
- Mimie Mathy
- Karen Mulder
- Native (Première participation)
- Yannick Noah
- Pascal Obispo
- Pierre Palmade
- Vanessa Paradis
- Axelle Red (Première participation)
- Renaud
- Muriel Robin
- Michel Sardou
- Elie Semoun
- Yves Simon
- Smaïn
- Alain Souchon
- Patrick Timsit
- Laurent Voulzy
- Zazie

## Musiciens
- Basse, Arrangements & Direction d'Orchestre : Guy Delacroix
- Batterie : Laurent Faucheux
- Percussions : Marc Chantereau
- Claviers et piano : Jean-Yves D'Angelo
- Claviers : Jean-Yves Bikialo
- Guitares : Manu Vergeade et Michel-Yves Kochmann
- Saxophone et flûte : Patrick Bourgoin
- Chœurs : Luc Bertin, Dany Vasnier et Debbie Davis
- Guitares additionnelles : Jean-Jacques Goldman (sur Excuse-moi partenaire), Stephan Eicher (sur Osez Joséphine) et Laurent Voulzy (sur Né ici)
- Violons sur Un homme heureux : Catherine Lara et Jean-Jacques Goldman